# Joseph Warren Keifer
Joseph Warren Keifer (30 janvier 1836 – 22 avril 1932) est un major général lors de la guerre hispano-américaine et un éminent politicien des États-Unis durant les années 1880. Il siège dans la chambre des représentants des États-Unis en tant que républicain de l'Ohio de 1877 à 1885 et de 1905 à 1911. De 1881 à 1883, il est également président de la chambre.

## Avant la guerre
Keifer naît dans le comté de Clark, dans l'Ohio. Il suit une scolarité à l'Antioch College, et ensuite retourne dans le ferme familiale. Tout en travaillant en tant qu'agriculteur, il consacre son temps libre à étudier le droit. Il commence sa pratique du droit à Springfield, en Ohio le 12 janvier 1858.

## Guerre de Sécession
Il s'enrôle dans le 3rd Ohio Infantry, un régiment de trois mois, étant nommé commandant. Il sert en Virginie occidentale, combattant lors des batailles de Rich Mountain et Cheat Mountain et est ensuite promu lieutenant-colonel du régiment. Au terme de son engagement, il rejoint le 110th Ohio Infantry et devient son colonel. Il sert sur le théâtre oriental, menant son régiment lors de la seconde bataille de Winchester. Alors que l'armée de l'Union est lourdement défaite et que la plupart se rend, le régiment de Keifer parvient à éviter la capture. À la suite de la bataille de Gettysburg, Keifer est affecté au commandement de la brigade dans le IIIe corps et participe à la bataille de Wapping Heights. Après le retrait en sécurité de l'armée de Robert E. Lee en Virginie, Keifer et son régiment sont envoyés à la ville de New York pour aider à réprimer les émeutes de la conscription.
Keifer retourne dans l'armée du Potomac à temps pour la campagne de l'Orverland. Il est blessé au bras lors de la bataille de la Wilderness, le mettant hors de combat pour un temps. Quand il reprend le service actif, il est placé au commandement de la deuxième brigade de la troisième division de James B. Ricketts du VIe corps. Il mène sa brigade lors des batailles de Winchester et de Fisher's Hill. Au cours de la bataille de Cedar Creek, le commandant du VIe corps Horatio G. Wright commande temporairement l'armée de la Shenandoah et Ricketts commande temporairement ce corps. Cela met Keifer au commandement de la troisième division en l'absence de Ricketts. Lorsque Philip H. Sheridan retourne héroïquement au commandement de l'armée au milieu de la bataille, replaçant Wright au commandement du corps, Ricketts est déjà blessé laissant Keifer au commandement de la division pendant le reste de la bataille. Pour son service pendant la campagne de la vallée de la Shenandoah, il est breveté brigadier général des volontaires le 19 octobre 1864.
Lorsque le VIe corps retourne dans l'armée du Potomac, le général Truman Seymour est placé au commandement de la troisième division et Keifer retourne au commandement de la deuxième brigade, prenant part à la percée de Petersburg et à la campagne d'Appomattox.

## Carrière politique
À la suite de la guerre de Sécession, Keifer retourne à Springfield, et il reprend sa pratique du droit. À partir de 1873 et jusqu'à sa mort, il sert en tant que administrateur de l'Antioch College. En 1876, il est délégué à la convention nationale républicaine, et l'année suivante entre au Congrès. De 1881 à 1883, lors du 47e congrès des États-Unis, Keifer sert en tant que trente quatrième président de la chambre des représentants.

## Guerre hispano–américaine
Au cours de la guerre hispano-américaine, le président William McKinley nomme Keifer major général des volontaires le 9 juin 1898. Il commande le septième corps d'armée et les forces américaines qui marchent sur la Havane après que la retraite des forces espagnoles sur la 1er janvier 1899.

## Retour en politique
Après son retour à la vie privée, le 12 mai 1899, il publie Slavery and Four Years of War, en 1900. Le livre est à la fois un commentaire sur l'histoire de l'esclavage aux États-Unis et une autobiographie de ses expériences pendant la guerre de Sécession. Il est le premier commandant en chef de l'organisation des vétérans de la guerre hispano-américaine de 1900 à 1901 et en 1903 et 1904, comme commandant de l'Ohion de la légion loyale.
De nouveau, il est candidat et est élu au Congrès et sert du 4 mars 1905 au 3 mars 1911.

## Plus tard
Après sa carrière politique, Keifer reprend de nouveau sa pratique du droit et sert en tant que président de la Lagonda National Bank à Springfield, Ohio. Il décède le 22 avril 1932, à l'âge de 96 ans à Springfield, et est enterré dans le cimetière de Ferncliff à Springfield.